# Empiezo a recordarte
«Empiezo a recordarte» es una canción interpretada por la cantante y compositora española Mónica Naranjo, escrita y producida por ella misma y por Cristóbal Sansano e incluida en el segundo álbum de estudio de la artistaː Palabra de mujer (1997).
En 1997 "Empiezo a recordarte" fue lanzada por Sony Music en España y por Columbia en México, como el tercer sencillo de Palabra de mujer. 
Mónica Naranjo interpretó esta canción junto a la orquesta sinfónica el Octeto Ibérico en 1998 en los Premios de la Música.
También fue incluida en un disco recopilatorio con motivo del atentado 11-M y como homenaje a sus víctimas.

## Créditos y personal
- Voz principal: Mónica Naranjo.
- Escrita por: Mónica Naranjo, Cristóbal Sansano.
- Compuesta por: Cristóbal Sansano.
- Producida por: Mónica Naranjo, Cristóbal Sansano.

## Versiones yremixes

### Estudio
- Album Version — 4:10

### Directo
- Versión Tour Palabra de Mujer
- Versión Tour Minage
- Versión Adagio Tour
- Versión Piano (Luar)
- Versión 4.0 Tour
- Versión Gira Renaissance: 25 aniversario

## Formatos
| Promo CD (SAMPCS 4273) 1. "Empiezo a recordarte" — 4:10 Promo CD (PRCD 97063) 1. "Empiezo a recordarte" — 4:10 |

## Videoclip
- Videoclip Empiezo a recordarte

- Datos: Q5831651